# Vetrino (Bulgaria)
Vetrino in bulgaro Ветрино? è un comune bulgaro situato nella regione di Varna di 6 778 abitanti (dati 2009). La sede comunale è nella località omonima.

## Località
Il comune è formato dall'insieme delle seguenti località:
- Belogradec
- Dobroplodno
- Gabărnica
- Jagnilo
- Mlada gvardija
- Momčilovo
- Nevša
- Neofit Rilski
- Sredno selo
- Vetrino (sede comunale)